# Obiettivi Canon EF 100-300mm
I Canon EF 100-300mm sono teleobiettivi zoom prodotti da Canon Inc. che condividono la stessa gamma di lunghezze focali. Queste lenti hanno un attacco EF e sono quindi compatibili con tutte le macchine fotografiche reflex della serie EOS.
Le versioni esistenti sono:
- f/5.6 (fuori produzione)
- f/5.6L (fuori produzione)
- f/4.5-5.6 USM

Le prime due sono pressoché identiche dal punto di vista meccanico e dimensionale. Adottano un meccanismo di azionamento dello zoom a push-pull. L'impossibilità di montare anelli di supporto per stativo, la presenza di un primitivo motore autofocus Arc Form Drive e l'elemento frontale rotante durante la messa a fuoco rendono questi obiettivi superati per quanto riguarda la comodità di utilizzo, soprattutto nella foto sportiva e nell'impiego di filtri. La terza versione si differenzia per l'utilizzo di un meccanismo di azionamento dello zoom ad anello, per il motore ultrasonico e l'elemento frontale che non ruota durante la messa a fuoco.
Otticamente, tuttavia, le prime due versioni godono di buona reputazione , in particolare il serie L si distingue per l'eccellente qualità d'immagine anche a 300 mm . Al contrario la versione USM offre prestazioni ottiche in linea con la fascia economica cui appartiene .

## Specifiche
| Attributo                        | f/5.6         | f/5.6L           | f/4.5-5.6 USM    |
| -------------------------------- | ------------- | ---------------- | ---------------- |
| Stabilizzatore d'immagine        | No            | No               | No               |
| Motore ultrasonico               | No            | No               | Sì               |
| Serie L                          | No            | Sì               | No               |
| Ottiche diffrattive              | No            | No               | No               |
| Lenti a bassa dispersione        | No            | Sì               | No               |
| Lenti in fluorite                | No            | Sì               | No               |
| Macrofotografia                  | Sì            | Sì               | Sì               |
| Short back focus                 | No            | No               | No               |
| Apertura massima                 | f/5.6         | f/5.6            | f/4.5 - 5.6      |
| Apertura minima                  | f/32          | f/32             | f/40             |
| Peso                             | 685g          | 695g             | 540g             |
| Diametro massimo x Lunghezza     | 75 mm x 166.8 | 75 mm x 166.6 mm | 73 mm x 121.5 mm |
| Diametro del filtro              | 58 mm         | 58 mm            | 58 mm            |
| Angolo di campo orizzontale      | 20°'- 6° 50'  | 20°'- 6° 50'     | 20°'- 6° 50'     |
| Angolo di campo verticale        | 14°'- 4° 35'° | 14°'- 4° 35'°    | 14°'- 4° 35'°    |
| Angolo di campo diagonale;       | 24°'- 8°15'   | 24°'- 8°15'      | 24°'- 8°15'      |
| Gruppi/elementi                  | 9/15          | 10/15            | 10/13            |
| N. di lamelle del diaframma      | 8             | 8                | 8                |
| Minima distanza di messa a fuoco | 2 m           | 1.5 m            | 1.5 m            |
| Data di lancio                   | marzo 1987    | giugno 1987      | giugno 1990      |